# 阿房宫南站
阿房宫南站，是中华人民共和国陕西省西安市未央区三桥街道，是西安地铁5号线与西户线的地铁换乘站，开通于2020年12月。

## 车站结构
5号线车站预留11号线垂直换乘条件，全长546.1米，建筑面积21341.54平方米，标准段宽度22.7-26.7米，换乘节点处宽度28.9-29.3米。为明挖地下两层车站。
本站是5号线小交路的终点站。
- 站徽（2023年11月）
- 5号线站厅，左侧（北侧）预留扩建的条件（2023年3月）
- 5号线站台，可见预留的换乘节点（2023年3月）
- 5号线往创新港站站台（2023年3月）
- 5号线往马腾空站站台（2023年3月）
- 5号线站厅、站台层顶的天花板写有《阿房宫赋》全文（2020年12月）
- 5号线车站西侧未开放区域（2023年3月）
- 西户线站厅（2023年9月）
- 西户线车站站台侧外观（2022年11月）
- 西户线侧式站台，天桥未投入使用（2023年3月）
- 地面联络通道（2023年3月，此时已安装雨棚）
- 西户线车站端的换乘通道入口（2023年9月）
- 5号线车站端的换乘通道入口，内附西户线发车时间表（2023年9月）
- 西户线运营结束的告示（2023年11月）

| 地上二层             | 天桥                      | 连接 西户线两站台（未启用）                    |
| 地面                 |                           | 西户铁路货运列车轨道                           |
| 地面                 | 西户线未启用轨道          |                                                |
| 地面                 | 2岛式站台，未启用         |                                                |
| 地面                 | 西户线未启用轨道          |                                                |
| 地面                 | 西户线往户县（终点站）    |                                                |
| 地面                 | 1侧式站台，左側開门       |                                                |
| 地面                 | 西户线站厅                | 客务中心、进出站闸机、开水间、洗手间           |
| 地面                 | 5号线车站出入口           | A、B、D出入口                                  |
| 地下一层 5号线站厅层 | 站厅                      | 客务中心、自动售票机、进出站闸机、长安通自助机 |
| 地下二层 5号线站台层 |                           | 5号线往创新港（王寺）                          |
| 地下二层 5号线站台层 | 岛式站台，左側開门        |                                                |
| 地下二层 5号线站台层 | 5号线往马腾空（石桥立交） |                                                |

## 出入口
5号线车站有3个出入口。
由于换乘通道隔断了非付费区，现本站D出入口与另外两个出入口不连通。
- D出入口外的告示（2023年9月）

|      |                                                    |      |  |
| 编号 | 指引                                               | 图片 |  |
| A    | 沣东南路（北）、天台路（西）、西安高新一中沣东中学 |      |  |
| B    | 沣东南路（南）、富源三路（西）                     |      |  |
| D    | 沣东南路（北）、天台路（东）、沣东新城和平小学     |      |  |

## 历史
- 往西户线车站的指示（2023年5月）
- 往西户线车站的指示（2023年9月）
- B出入口通道（2023年5月）
- B出入口通道（2023年9月）
- 建设中的换乘通道（2023年7月）

- 2015年12月8日，5号线车站开始前期施工。
- 2016年11月25日，5号线车站开始主体施工。
- 2017年11月1日，5号线车站封顶，是5号线第三座封顶的车站。[1]
- 2020年12月28日，5号线车站随5号线同步启用。
- 2022年11月1日，西户线车站投入运营。
- 2023年5月29日，换乘通道工程项目招标结果公示。[5]
- 2023年7月22日，5号线车站内部开始围挡施工。[6]
- 2023年9月26日，换乘通道完工投入使用。[7]

## 接驳公交

### 车站所在，沣东南路富源三路-天台路口

#### 北侧，北行近D出口，南行近A出口
| 阿房宫南地铁站 | 阿房宫南地铁站       | 阿房宫南地铁站 | 阿房宫南地铁站     | 阿房宫南地铁站 |
| 编号           | 路线                 | 路线           | 路线               | 备注           |
| -------------- | -------------------- | -------------- | ------------------ | -------------- |
| 303            | 焦家村               | ⇆              | 锦业一路丈八八路口 | 原 725西南段   |
| 824            | 科源路沣东四路口     | ⇆              | 锦业路丈八五路口   | 原 X3          |
| 826            | 秦创原数字医药产业园 | →              | 石桥一路石桥路口   | 原 X2          |
| 826            | 秦创原数字医药产业园 | ←              | 鱼化桥             | 原 X2          |
| 831            | 城西客运站           | →              | 王寺西街科源三路口 |                |
| 831            | 城西客运站           | ←              | 王寺西街科源四路口 |                |
| 1123           | 丰业大道天章大道口   | ⇆              | 昆明池东           |                |
| 助企2号线      | 阿房宫遗址公园       | →              | 云水一路天谷七路口 |                |
| 助企2号线      | 阿房宫遗址公园       | ←              | 云水一路天谷八路口 |                |

#### 西侧西行，近A出口
| 阿房宫南地铁站 | 阿房宫南地铁站         | 阿房宫南地铁站 | 阿房宫南地铁站           | 阿房宫南地铁站 |
| 编号           | 路线                   | 路线           | 路线                     | 备注           |
| -------------- | ---------------------- | -------------- | ------------------------ | -------------- |
| 821            | 宜家家居               | ⇆              | 锦业路丈八六路口         | 原 X101        |
| 838            | 沣东二路科源三路口     | ⇆              | 鱼化一路科技二路口       |                |
| 861            | （咸阳）康定路丰耘路口 | →              | （西安）石桥一路石桥路口 |                |
| 861            | （咸阳）康定路丰耘路口 | ←              | （西安）鱼化桥           |                |

### 车站南侧，富源三路平交道

#### 南侧南行，近B出口
| 昆明路富源三路口 | 昆明路富源三路口 | 昆明路富源三路口 | 昆明路富源三路口 | 昆明路富源三路口 |
| 编号             | 路线             | 路线             | 路线             | 备注             |
| ---------------- | ---------------- | ---------------- | ---------------- | ---------------- |
| 226              | 富源路充电站     | ⇆                | 电视塔南         |                  |

### 车站东侧，沣东南路平交道

#### 东侧东行
| 昆明路富源三路口 | 昆明路富源三路口   | 昆明路富源三路口 | 昆明路富源三路口   | 昆明路富源三路口 |
| 编号             | 路线               | 路线             | 路线               | 备注             |
| ---------------- | ------------------ | ---------------- | ------------------ | ---------------- |
| 226              | 富源路充电站       | ⇆                | 电视塔南           |                  |
| 821              | 宜家家居           | ⇆                | 锦业路丈八六路口   | 原 X101          |
| 824              | 科源路沣东四路口   | ⇆                | 锦业路丈八五路口   | 原 X3            |
| 831              | 城西客运站         | →                | 王寺西街科源三路口 |                  |
| 831              | 城西客运站         | ←                | 王寺西街科源四路口 |                  |
| 838              | 沣东二路科源三路口 | ⇆                | 鱼化一路科技二路口 |                  |

## 扩展阅读
- 西安西站，西成客运专线的车站，原称阿房宫站